# Dmitri Aleksándrovich Stárikov
Dmitri Aleksándrovich Stárikov (en ruso: Дмитрий Александрович Стариков; Gulkévichi, 1 de mayo de 1921-Crimea, 2 de octubre de 1945) fue un piloto de combate soviético, as de la aviación. Fue teniente primero de la Guardia (12 de julio de 1943) de la Fuerza Aérea de la Armada y fue condecorado como Héroe de la Unión Soviética (22 de enero de 1944).

## Biografía
Nacido el 1 de mayo de 1921 en una familia de clase trabajadora de la ciudad de Gulkévichi, actual krai de Krasnodar, Rusia. Se graduó en la escuela secundaria y en el aeroclub de Cherkesk.
En la Armada desde septiembre de 1939, en julio de 1941 se graduó en la Escuela de Aviación Naval I.V. Stalin en Yeisk.
Participó en las batallas de la Gran Guerra Patria desde julio de 1941 como sargento del 32º Regimiento de Aviación de Cazas de la Fuerza Aérea de la Flota del Mar Negro, que por sus excelentes resultados de combate el 31 de mayo de 1943 recibió el rango de "Guardia soviética y el regimiento recibió el nombre de 11.º Regimiento de Aviación de Cazas de la Guardia de la Fuerza Aérea de la Armada. Al principio luchó como piloto, en julio de 1942 se convirtió en comandante de escuadrilla y, en noviembre de 1943, en comandante adjunto de escuadrón. Voló cazas LaGG-3, Yak-1 y Airacobra. En 1942 se graduó de los Cursos Avanzados para Comandantes de la Fuerza Aérea Naval. En 1942 se unió al PCUS(b).
En el primer año de la guerra, Stárikov tuvo que atacar principalmente a las fuerzas terrestres enemigas. Se distinguió especialmente en las operaciones de asalto en la zona de Perekop en 1941, durante la defensa de Sebastopol de 1941-1942 y en la cobertura de la base naval de Tuapsé en 1942. Durante la defensa de Crimea y Sebastopol, realizó 113 misiones de combate, llevó a cabo 8 batallas aéreas y llevó a cabo 25 ataques contra tropas y posiciones enemigas.
Pero la situación cambió cuando, en el verano de 1942, el regimiento comenzó a participar en la batalla del Cáucaso y su principal tarea fue la lucha contra la aviación enemiga. El 17 de agosto de 1942, Dmitri Stárikov obtuvo su primera victoria sobre Tuapsé, derribando un bombardero Ju-88, y a finales de septiembre ya tenía 7 victorias personales y 1 de grupo, y se convirtió en uno de los pilotos más exitosos del regimiento. El día 6 de noviembre de 1943, mientras repelía los ataques aéreos enemigos en la cabeza de puente de Kerch, destruyó 4 aviones enemigos en tres batallas aéreas. Durante más de un año luchó junto con su compañero Surén Tashchíyev.
En agosto de 1943, el comandante de escuadrilla del 11º Regimiento de Aviación de Cazas de la Guardia de la 1ª División de Minas y Torpedos de la Flota del Mar Negro, el teniente mayor de la Guardia Stárikov, realizó 399 incursiones, en 26 batallas aéreas derribó 11 aviones enemigos (9 personalmente y 2 en grupo). Por estas hazañas fue nominado al título de Héroe de la Unión Soviética.
Decreto del Presídium del Sóviet Supremo de la URSS "Sobre la concesión del título de Héroe de la Unión Soviética a oficiales, suboficiales y personal alistado de la Armada" del 22 de enero de 1944 por "cruzar el estrecho de Kerch, desembarcar tropas de desembarco y trasladar equipamiento a la península de Kerch y mostrar valentía y heroísmo". El teniente mayor de la Guardia Dmitri Aleksándrovich Stárikov recibió el título de Héroe de la Unión Soviética con la Orden de Lenin y la medalla de la Estrella de Oro.
Cuando terminaron las hostilidades en el mar Negro en septiembre de 1944, había realizado 479 misiones de combate, llevado a cabo 56 batallas aéreas, derribado 17 aviones enemigos personalmente y 6 en grupo y en pareja. También hizo que se hundieran 3 barcos alemanes.

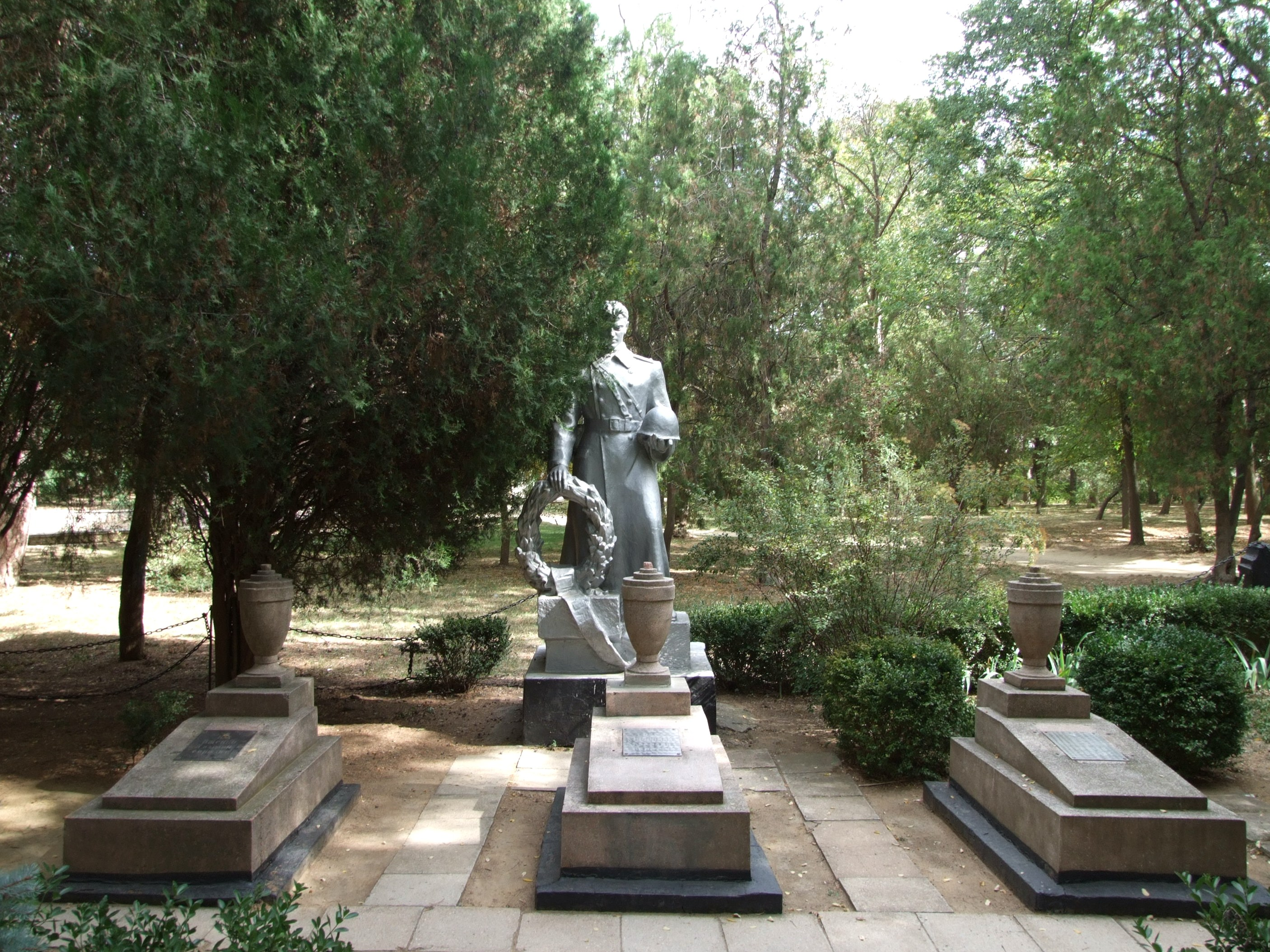
Tumba de los pilotos en el parque de la ciudad de Saky.

En octubre de 1944, fue enviado a Moscú para estudiar en un curso de formación avanzada de dos meses para personal de vuelo en la Academia de la Fuerza Aérea Gagarin. Después de graduarse en enero de 1945, regresó a su regimiento como subcomandante de escuadrón. Durante toda la guerra nunca fue derribado ni herido.
El 2 de octubre de 1945 murió en un accidente automovilístico. Enterrado en una necrópolis de fosa común en el parque de la ciudad de Saky (República de Crimea).

## Premios
- Héroe de la Unión Soviética (22 de enero de 1944).
- Orden de Lenin (22 de enero de 1944).
- Tres Órdenes de la Bandera Roja (10 de mayo de 1942, 13 de agosto de 1942, 25 de mayo de 1943).
- Orden de la Guerra Patria de 1er grado (19 de septiembre de 1944).
- Medalla por la Defensa del Cáucaso (23 de febrero de 1945).
- Medalla por la Defensa de Sebastopol (7 de julio de 1945).

## Homenaje
La escuela número 4 y una calle de la ciudad de Cherkesk llevan el nombre del héroe. La escuela secundaria n.° 14 del raión de Gulkévichi y la escuela secundaria n.° 24 de la aldea de Agói, del raión de Tuapsé del krai de Krasnodar, llevan el nombre de Dmitri Stárikov. Asimismo, su nombre está inmortalizado en los monumentos del Paseo de la Fama de Jersón y Sebastopol.